# Malojenivka, Ielaneț
Malojenivka (în ucraineană Маложенівка) este localitatea de reședință a comunei Malojenivka din raionul Ielaneț, regiunea Mîkolaiiv, Ucraina.

## Demografie
Componența lingvistică a localității Malojenivka
     Ucraineană (91,23%)
     Rusă (5,37%)
     Română (2,5%)
Conform recensământului din 2001, majoritatea populației localității Malojenivka era vorbitoare de ucraineană (91,23%), existând în minoritate și vorbitori de rusă (5,37%) și română (2,5%).